# Jacko Page
Jonathan Jacko David Page CB OBE, britanski general, * 25. februar 1959.

## Življenjepis
Leta 1981 je vstopil v Padalski polk. Med zalivsko vojno je poveljeval oklepnemu eskadronu Royal Scots Dragoon Guards. Po opravljanju štabnih nalog v obrambnem ministrstvu je postal načelnik 24. zračnopremične brigade, s katero se je udeležil misije UNPROFOR. Decembra 2002 je postal poveljnik 16. zračnodesantne brigade, s katero se je udeležil iraške vojne. 1. maja 2007 je za šest mesecev prevzel poveljstvo nad Regionalnim poveljstvom Jug v Afganistanu v sklopu misije ISAF.